# Giorgi Kinkladse
Giorgi Kinkladse (georgisch გიორგი ქინქლაძე; * 6. Juli 1973 in Tiflis, Georgische SSR, Sowjetunion) ist ein ehemaliger georgischer Fußballspieler.

## Privatleben
Giorgi Kinkladse wuchs im Tifliser Stadtteil Didube-Tschugureti im Norden der Stadt auf. Dort wohnte er mit seinem Vater, dem Ingenieur Robinson sowie seiner Mutter, der Lehrerin Khatuna und seiner älteren Schwester. Bereits im Alter von sechs Jahren meldete ihn sein Vater bei der Jugendschule des Rekordmeisters Dinamo Tiflis an. Giorgis Mutter Khatuna dagegen war damit nicht einverstanden und unterrichtete ihren Sohn stattdessen in Mtiuluri, einem georgischen Balletttanz. In der Jugendmannschaft von Dinamo Tiflis spielte er unter anderem mit seinem späteren Teamkollegen Schota Arweladse zusammen.
Im Jahr 2001 heiratete er Louise Tai aus Manchester. Diese wurde daraufhin Mitglied der orthodoxen Kirche und in Tiflis auf ihren neuen Namen Mariam getauft. Im Oktober 2001 wurden Giorgi und Mariam Kinkladse Eltern des gemeinsamen Sohnes Saba.

## Vereinskarriere

### Karrierebeginn
Im Jahr 1989 arrangierte ein Freund der Familie einen Wechsel zu Mretebi Tiflis, dem ersten Verein der Sowjetunion, der einen vollständigen Profistatus hatte. Dort konnte Giorgi Kinkladse bereits als 16-Jähriger seine ersten Profieinsätze sammeln. Nach zwei Jahren wurde er vom großen Stadtverein Dinamo Tiflis wieder zurückgekauft. 1992 und 1993 gewann er mit dem Verein jeweils das Double. Aufgrund der anhaltenden Unruhen in Georgien war das Management von Dinamo Tiflis gezwungen, viele Spieler in eine sicherere Umgebung zu bringen. Im Zuge dessen wurde Kinkladse 1994 an den deutschen Zweitligisten 1. FC Saarbrücken ausgeliehen. Sein Debüt in der 2. Fußball-Bundesliga gab er am 4. März 1994 beim 2:2-Unentschieden gegen Tennis Borussia Berlin. Zwischenzeitlich wurde der erst 20-Jährige für das Jahr 1993 zu Georgiens Fußballer des Jahres gewählt. Auch nach der Rückkehr in sein Heimatland gab es weiterhin Unruhen, und Vereinspräsident Merad Jordania war beunruhigt, Kinkladse inmitten dieser Umgebung spielen und trainieren zu lassen. Der Mittelfeldspieler wurde deshalb dem spanischen Verein Atlético Madrid angeboten, bekam dort jedoch keinen Vertrag. Danach trainierte der Georgier mit der Reserve von Real Madrid und wurde dabei von dem argentinischen Spitzenverein Boca Juniors entdeckt. Während der Leihdauer von nur einem Monat machte Giorgi Kinkladse Bekanntschaft mit seinem Idol Diego Maradona, bekam in Argentinien jedoch keinen dauerhaften Vertrag, da seine Position bereits mit Alberto Márcico gut besetzt war.

### Manchester City
Nach erneut zahlreichen guten Leistungen bei Dinamo Tiflis wurde der englische Verein Manchester City mit seinem Präsidenten Francis Lee auf den georgischen Mittelfeldspieler aufmerksam und sicherte sich eine Art Vorkaufsrecht. 1995 gewann Kinkladse mit Tiflis nochmals das Double, ehe er am 15. Juli desselben Jahres einen Vertrag bei Manchester City unterschrieb. Nach anfänglichen Schwierigkeiten eine Arbeitserlaubnis zu erhalten, debütierte er am 19. August 1995 beim Premier-League-Spiel gegen Tottenham Hotspur. Doch die Saison 1995/96 sollte keine gute Saison für Manchester werden. In den ersten drei Monaten gewann der Verein kein einziges Spiel. Kinkladse konnte nur wenig Englisch sprechen und wohnte in einem Hotel. Erst als seine Mutter nach Manchester zog, um dem 22-jährigen eine vertraute Umgebung zu schaffen, überwand er sein Heimweh. Von den Medien wurde er als Starspieler der Mannschaft angepriesen und bestätigte dies durch gute Leistungen und spektakuläre Tore immer wieder. Dennoch sollte Manchester am Ende der Saison absteigen, was wiederum zahlreiche Wechselgerüchte nach sich zog. Doch Kinkladse, der nach der Saison zum Spieler der Saison bei Manchester gewählt wurde, entschied sich gegen einen Wechsel und blieb seinem Verein treu. Auch in der Folgesaison 1996/97 konnte Manchester City kaum Erfolge verbuchen und wurde am Ende lediglich 14. in der zweiten Liga. Kinkladse spielte dabei unter fünf verschiedenen Trainern. Trotz der fehlenden Erfolge wurde der Mittelfeldspieler 1996 erneut Georgischer Fußballer des Jahres und löste am Saisonende wieder zahlreiche Wechselspekulationen aus. Wie bereits im Jahr zuvor wurde er Spieler der Saison bei Manchester und unterschrieb nochmals einen höher dotierten Vertrag bei seinem Klub. Doch Manchesters Sturzflug setzte sich auch in der Saison 1997/98 nochmals fort. Nachdem Joe Royle als neuer Trainer vorgestellt wurde, begannen auch die Probleme für Kinkladse. Der neue Trainer bezeichnete seinen Mittelfeldstar als nicht bezahlbaren Luxus im Abstiegskampf. Erstmals übte ein Trainer scharfe Kritik an dem Georgier, der bei den Fans längst Kultstatus genoss und setzte ihn zeitweise gar nicht mehr ein. Im Jahr 2005 erklärte Joe Royle in seiner Autobiographie, dass Kinkladse für die Fans das einzig Positive in dieser Zeit war, für ihn selbst jedoch ein großes Negativ. Am Ende der Saison stand Manchester City als Absteiger in die dritte Liga fest und der Georgier verließ seinen Verein nach drei Jahren.

### Ajax Amsterdam
1998 wurde Giorgi Kinkladse vom niederländischen Klub Ajax Amsterdam verpflichtet, der Mitte der 90er Jahre zu den besten europäischen Vereinen zählte. Ursprünglich war er als Ersatz für Jari Litmanen gedacht, doch dessen Wechsel zum FC Barcelona sollte sich um ein Jahr verschieben. In der Folge spielte Kinkladse auf dem ungewohnten linken Flügel. Am 23. August 1998 stand er beim 2:0-Sieg über Willem II Tilburg erstmals auf dem Platz, fiel dabei jedoch nur wenig auf. Nachdem Trainer Morten Olsen durch Jan Wouters ersetzt wurde, verlor der Georgier seinen Platz in der Mannschaft. Neuer Ersatzmann für Litmanen wurde Richard Knopper. Kinkladse behauptete später, dass er unter Trainer Wouters nie eine reelle Chance erhalten hatte und schaute sich schnell nach einem neuen Verein um. Viele interessierte englische Vereine wurden aufgrund einer nunmehr fehlenden Arbeitserlaubnis von einem Wechsel entmutigt. Für die Folgesaison wurde dem Georgier nicht einmal mehr eine Trikotnummer zugewiesen und er trainierte mit der Reservemannschaft.

### Derby County
Ende 1999 wurde er vom englischen Erstligisten Derby County ausgeliehen. Ein gesondertes Gremium erteilte ihm eine spezielle Arbeitserlaubnis aufgrund seiner bereits vergangenen Tätigkeit im englischen Fußball. Gegen den FC Arsenal kam er als Wechselspieler am 28. November 1999 erstmals zum Einsatz. Am Saisonende erreichte er mit Derby knapp den Klassenerhalt und wurde für die Zukunft dauerhaft verpflichtet. Aufgrund zahlreicher Verletzungen konnte Kinkladse in der Folgesaison seine Form nicht halten und überzeugte nur selten mit guten Leistungen. Am Saisonende schaffte Derby erneut nur knapp den Klassenerhalt in der Premier League. Als im Laufe der Saison 2001/02 Colin Todd als neuer Trainer vorgestellt wurde, kam Kinkladse zunächst zu keinem Einsatz mehr. Der Georgier konsultierte deshalb seinen Anwalt und vereinbarte ein Treffen mit Todd, um über den Ausschluss aus der ersten Mannschaft zu sprechen. Das Gespräch blieb jedoch erfolglos und der Mittelfeldspieler schaute sich bereits nach einem neuen Verein um. Doch bevor Kinkladse wechseln konnte, wurde Trainer Todd wieder entlassen und durch John Gregory ersetzt. Bis zum Ende der Saison war er nun wieder Stammspieler, konnte den Abstieg von Derby County in die zweite Liga aber nicht mehr verhindern. Zudem hatte der Verein einen großen Schuldenberg angehäuft und war nunmehr gezwungen die Spitzenverdiener zu verkaufen. Doch Kinkladse hatte einen laufenden Vertrag und war nicht wechselwillig. Derby County versuchte dagegen weiterhin seinen Vertrag auszulösen und ließ ihn nur noch mit der Reserve trainieren, weshalb der Mittelfeldspieler die ersten Spiele der Saison 2002/03 verpasste. Am 30. September 2002 wurde er wieder in die erste Mannschaft berufen. Zu Beginn des Jahres 2003 war Derby County derart finanziell gebeutelt, dass die Spieler drei Monate lang kein Gehalt erhielten. Am Ende der Saison wurde Kinkladse von den Fans zum Spieler des Jahres gewählt. Für die Folgesaison wurde ihm von der Vereinsführung ein neuer Vertrag mit deutlich reduzierten Bezügen angeboten, doch Kinkladse lehnte ab und verließ den Verein.

### Karriereende
Nach fast eineinhalb Jahren Vereinslosigkeit kam Giorgi Kinkladse im Oktober 2004 mit seinem ehemaligen Nationalmannschaftskollegen Temur Kezbaia in Kontakt. Dieser war Spielertrainer bei Anorthosis Famagusta auf Zypern. Am 21. November 2004 kam er beim Spiel gegen den Rekordmeister APOEL Nikosia erstmals zum Einsatz und schoss dabei gleich sein erstes Tor. Am Ende der Saison gewann er mit seinem Team die Meisterschaft und damit seinen ersten Titel nach zehn Jahren. In der darauf folgenden UEFA Champions League 2005/06 scheiterte der Verein an dem schottischen Verein Glasgow Rangers in der dritten Qualifikationsrunde.
Durch seine guten Leistungen auf internationaler Bühne, wurde Gurban Berdiýew, Manager des russischen Vereins Rubin Kasan, auf den Georgier aufmerksam. Noch im August 2005 unterschrieb er einen Vertrag bei den Russen bis zum Saisonende. Bereits einen Tag nach seiner Verpflichtung spielte Kinkladse volle 90 Minuten beim 1:0-Sieg gegen den FK Rostow und bereitete das Tor von Vitālijs Astafjevs per Eckball vor. Bis zum Jahres- und Saisonende schoss er in neun Spielen zwei Tore und bereitete sieben vor. Der Mittelfeldspieler unterschrieb einen weiteren Ein-Jahres-Vertrag für die Saison 2006. Bereits im ersten Spiel dieser Saison trat eine alte Verletzung erneut auf und Kinkladse musste einige Monate pausieren. Es folgten weitere Verletzungen, die den Georgier schlussendlich zum Karriereende zwangen und eine nochmalige Vertragsverlängerung bei Rubin Kasan unmöglich machten.

## Nationalmannschaft
Am 17. September 1992 debütierte Giorgi Kinkladse im Alter von 19 Jahren im Dress der Fußballnationalmannschaft von Georgien beim Spiel gegen Aserbaidschan. Dies war das vierte Länderspiel Georgiens nach Erklärung der Unabhängigkeit. Während seiner Zeit bei Ajax Amsterdam verlor der Mittelfeldspieler kurzzeitig seinen Stammplatz aufgrund der fehlenden Spielpraxis im Verein.

## Erfolge
- Georgischer Meister: 1992, 1993 und 1995
- Georgischer Pokalsieger: 1992, 1993 und 1995
- Georgischer Fußballer des Jahres: 1993 und 1996
- Zypriotischer Meister: 2005